# Margdalops signatus
Margdalops signatus är en tvåvingeart som beskrevs av Rohacek och Barraclough 2003. Margdalops signatus ingår i släktet Margdalops och familjen sumpflugor.
Artens utbredningsområde är Kenya. Inga underarter finns listade i Catalogue of Life.